# Wilhelm Mila

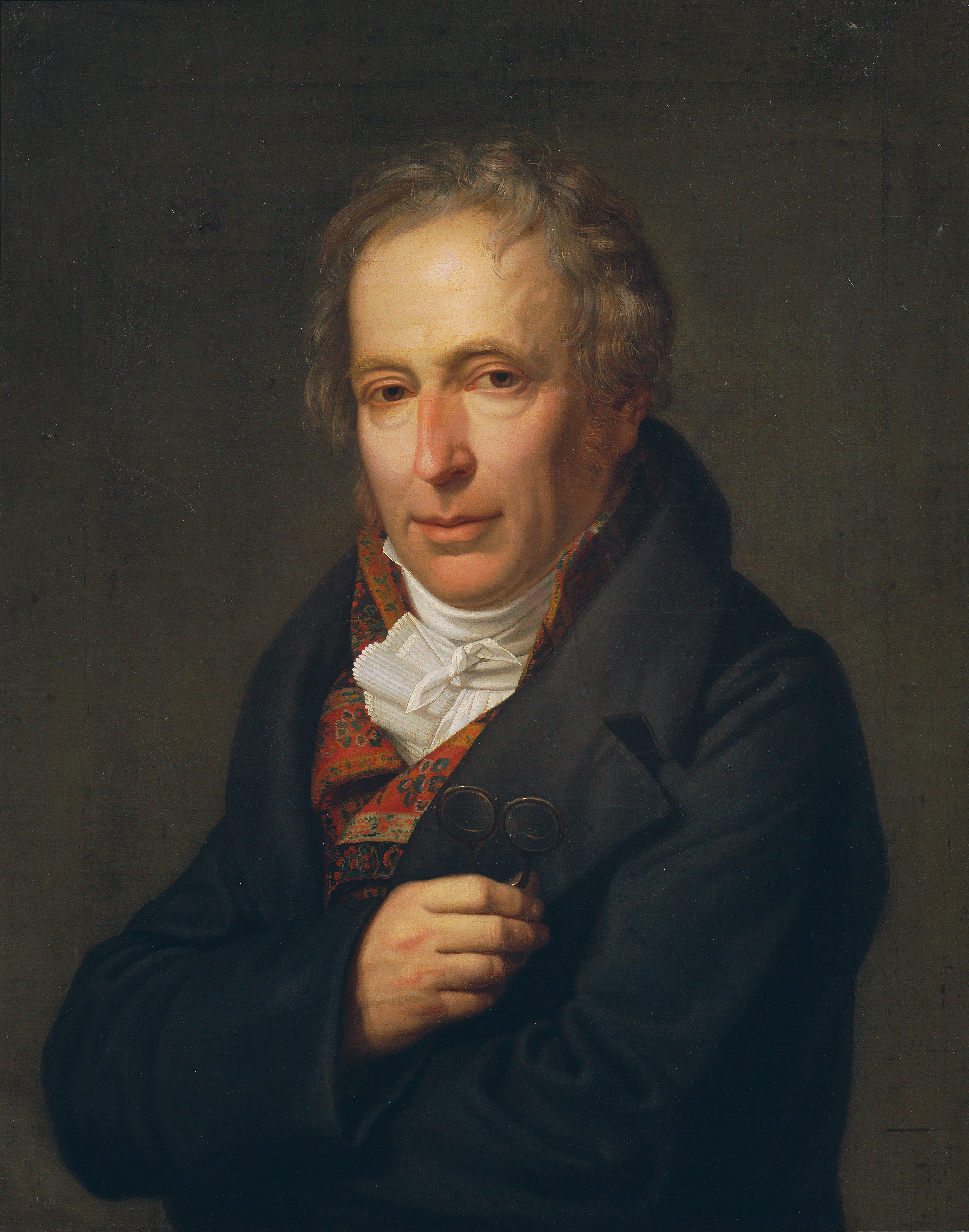
Guillaume Mila (um 1815)

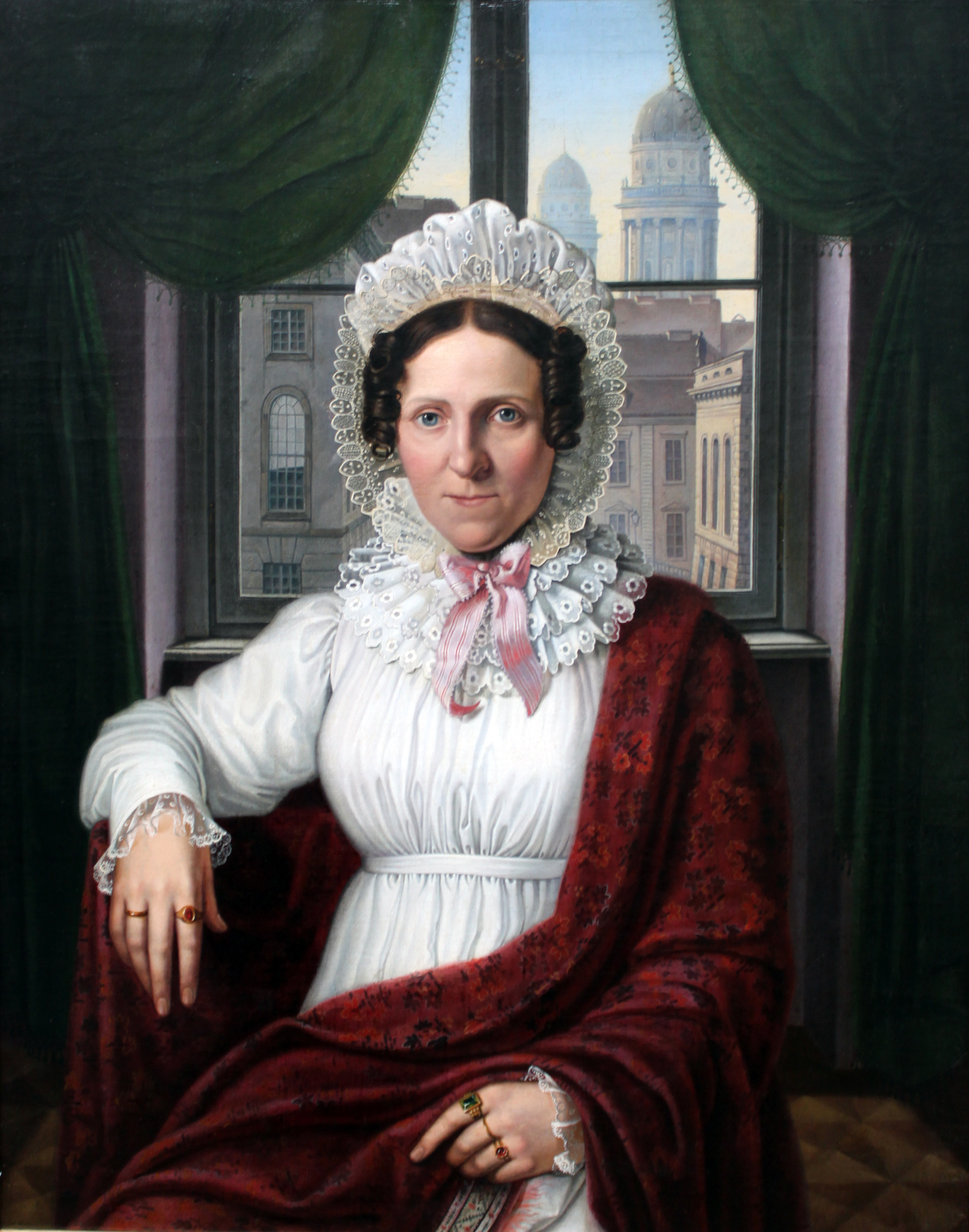
Luise Mila (um 1815)

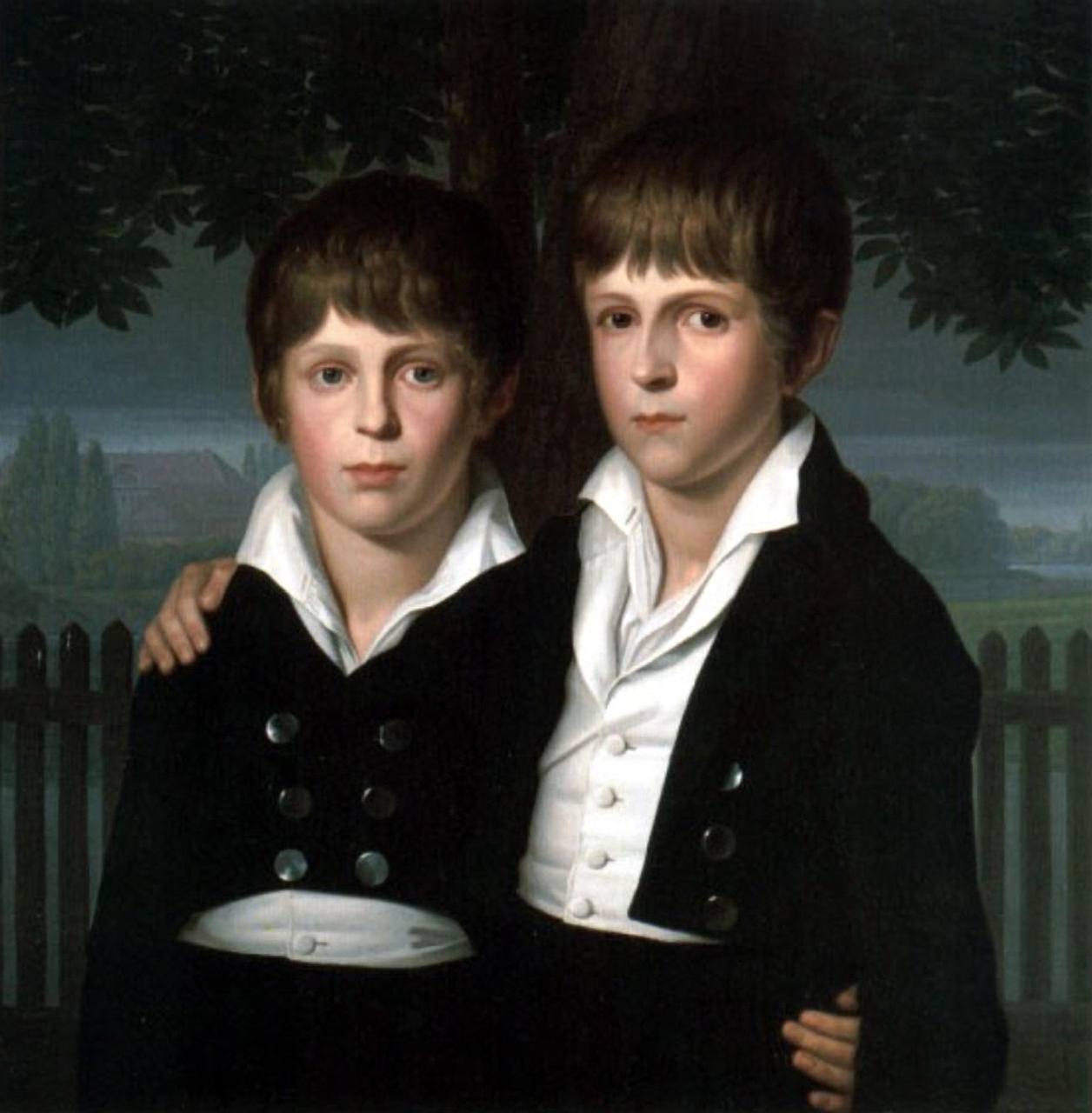
Doppelporträt Paul und Max Mila (Wilhelm von Schadow, vor 1811)

Wilhelm Mila, auch Guillaume Mila (* 7. Januar 1764 in Berlin; † 19. September 1833 ebenda) war ein preußischer französisch-reformierter Prediger, Justizrat, Lehrer und Historiker.

## Leben
Wilhelm Mila, dessen Familie hugenottischer Abstammung war, besuchte das Französische Gymnasium Berlin, absolvierte von 1778 bis 1784 in Berlin das Séminaire de théologie, predigte als Kandidat in der Dorotheenstädtischen Kirche, wurde am 17. Dezember 1786 durch Jean Pierre Erman in der Friedrichswerderschen Kirche ordiniert und wirkte von 1786 bis 1796 als französisch-reformierter Prediger der Schlossgemeinde in Köpenick. Nach seinem Umzug nach Berlin war er zunächst von 1797 bis 1807 als Lehrer für die französische Sprache am Friedrichswerderschen Gymnasium in Berlin, unterrichtete zeitweilig als Privatlehrer und wurde später durch den 1808 zum „Chef de Justice“ ernannten Minister Carl Friedrich von Beyme als Geheimer Justizrat in das Königliche Justizministerium berufen. Er wurde als politischer Unterhändler eingesetzt und war als „conseiller de justice“ neben dem polnischen Oberst Michał Cichocki (1770–1828) und den Majoren Favange und Friedrich Volmar Karl Heinrich von Clausewitz Mitunterzeichner des Kapitulations-Vertrages bei der Übergabe der Festung Spandau von den Franzosen an die Preußen im April 1813.
Er ist vor allem als Forscher über die Geschichte Berlins bekannt und wurde nach seinem Tod auf dem Französischen Friedhof der Französisch-Reformierten Gemeinde Berlins bestattet.
Wilhelm Mila war mit Daniel Chodowiecki und Aloys Hirt befreundet und machte sein Haus unter der von Aloys Hirt geprägten Begrifflichkeit Griechisches Kränzchen zum Mittelpunkt und Treffpunkt von Berliner Künstlern und Intellektuellen.
Er war mit Charlotte Luise (1771–1858), geborene Savary, verheiratet. Das Ehepaar hatte zwei Söhne (den Historien-, Porträtmaler und Illustrator Paul Mila und den Prediger Max Mila (1800–1868)) und eine Tochter (Charlotte (* 1794)).
Die Milastraße im Berliner Ortsteil Prenzlauer Berg wurde zu Ehren von Wilhelm Mila benannt. Johann Erdmann Hummel malte in der Zeit um 1815 Porträts von Wilhelm und Luise Mila. Das Porträt Der Justizrat Guillaume Mila befindet sich in Österreich im Belvedere und das Porträt der Frau Luise Mila befindet sich seit 2001 in der Alten Nationalgalerie Berlin.
Wilhelm von Schadow malte noch in der Zeit vor seiner Abreise 1811 nach Rom ein Doppelporträt der Kinder Paul und Max Mila.

## Werke (Auswahl)
als Guillaume Mila
- Berolinéum, ou nouvelle Description de Berlin. Oehmigke, Berlin 1805 (Digitalisat)

als Wilhelm Mila
- Reise durch die preußischen Staaten, ein Handbuch für Fremde und Einheimische zur Kenntnis der Natur- und Kunstmerkwürdigkeiten dieser Länder, nebst einem vollständigen Wegweiser durch das böhmische und schlesische Riesengebirge, den Harz und am Rhein von Mainz bis Holland. Weimar 1821 (Digitalisat)
- Berlin oder Geschichte des Ursprungs der allmähligen Entwicklung und des jetzigen Zustandes dieser Hauptstadt, in Hinsicht auf Oertlichkeit, Verfassung, wissenschaftliche Kultur, Kunst und Gewerbe, nach den bewährtesten Schriftstellern und eigenen Forschungen. Nicolai, Berlin und Stettin 1829 (Digitalisat)